# Бискайска кампания
Бискайската кампания е офанзива от Гражданската война в Испания, която продължава от 31 март до 1 юли 1937 г. 50 000 души от Еуско Гударостеа се бият с 65 000 бойци от въстаническите сили. След тежки битки националистическите сили със смазващо материално превъзходство успяват да окупират град Билбао и провинция Бискай.

## Прелюдия
До края на октомври 1936 г. цялата Гипускоа е окупирана от крайнодесните бунтовнически сили. Западният фронт се установява в подножието на Елгета. Емилио Мола обаче не крие плановете си да използва военновъздушни сили срещу лоялни на републиката баски територии. Въпреки опитите на баските националисти да предотвратят обстрел срещу цивилни, самолети на испанските националисти са над Билбао на 25 и 26 септември, извършвайки безразборна атака срещу гладуващото население, което поражда вълна на възмущение из целия град.
Без да забелязват предвидимите последствия, националистите възобновяват свирепите въздушни удари срещу града на 4 януари 1937 г., предизвиквайки още един вик на възмущение и нападение срещу корабите-затвори, където са държани десничари. Загиват 224 души.
На 22 март 1937 г. Франсиско Франко решава да спре офанзивата си срещу Мадрид и да започне офанзива срещу северната зона, контролирана от републиканците. Северната зона е политически разделена и изолирана от централната републиканска зона. Освен това притежава по-голямата част от испанското желязо и въглища и химическите заводи в Бискай. Националистите решават да започнат окупацията на северната републиканска зона със завладяването на провинция Бискай.

## Противоположни сили
Националистите са със Северната армия на Емилио Мола (55 000 души). Националистическата атака започва с Наварската дивизия, водена от генерал Хосе Солчага. Тази дивизия има четири бригади, водени от полковниците Гарсия Валиньо, Алонсо Вега, Каюела и Латоре (18 000 души) и дивизията Черна стрела (8 000 с италиански офицери). Тази сила е установена между Вергара и Виляреал, на границата на провинция Бискай. Националистите разполагат също с 200 оръдия, 120 самолета, боен кораб „España“, крайцери „Canarias“ и „Almirante Cervera“ и разрушител „Velasco“.
Срещу тях републиканците са със Северната армия на генерал Франсиско Лано де ла Енкомиенда, теоретично наброяваща 150 000 души, но без единство между баските националисти, астурийците и сантадеринос. Баската армия в Бискай е от 30 000 души (повечето от тях баски националисти, а също и астурийци). Републиканците също имат 140 оръдия, 25-30 самолета, два разрушителя и три подводници.

## Офанзивата
Националистическата офанзива започва на 31 март и Мола заплашва да бомбардира баските градове и индустрии: „Реших да прекратя бързо войната на север: онези, които не са виновни за убийства и предадат оръжията си, ще бъдат пощадени и имуществото им. Но, ако подчинението не е незабавно, ще изравня със земята цяла Бискай, започвайки с индустрията на войната.". Същия ден италианската Легионерска авиация бомбардира град Дуранго, като загиват 250 цивилни. На 1 април полковник Камило Алонсо Вега превзема планините Марото, Албертия и Хариндо, а наварските войски атакуват град Очандиано и обкръжават баските войски в него. Наварците окупират града на 4 април след тежки битки и въздушни бомбардировки. Баските войски оставят 400 убити и 600 пленници. Тогава Мола решава да спре настъплението поради лошо време.
На 6 април националистическото правителство в Бургос обявява блокадата на баските пристанища. Британското правителство заявява, че блокадата е ефективна и предупреждава британските кораби да не акостират в Билбао. Въпреки това, британските търговци пробиват блокадата и навлизат в баските пристанища. На 20 април националистите продължават офанзивата си след тежка артилерийска бомбардировка. Баските войски, водени от майор Пабло Белдераин, се опитват да се съпротивляват, но 1-ва наварска бригада, водена от полковник Гарсия Валиньо, разбива фронта и окупира Елгета. Същия ден нацисткият Легион „Кондор“ бомбардира Герника.
Баските се оттеглят към линията на Железния пояс, а Легион „Кондор“ бомбардира пътищата и горите със запалителни бомби. Тогава Лендакари, Хосе Антонио Агире, решава да поеме командването на баските войски, поради некомпетентността на Лано де ла Енкомиенда. На 30 април италианците окупират Бермео, но републиканският боен кораб „Jaime I“ е повреден от мина. Когато националистическите войски наближават Билбао, автономното баско правителство отправя международен призив да спаси децата от войната в града. Повече от 20 000 са евакуирани на „временно“ безопасно място с лодки, повечето от тях за постоянно.

## Падане на Билбао
Републиканското правителство се опитва да изпрати изтребители в страната на баските през Франция, но френското правителство връща самолетите, след като конфискува техните картечници. Командирът на испанските републикански военновъздушни сили Идалго де Сиснерос решава да изпрати 50 изтребители и бомбардировачи в Страната на баските, през контролираната от националистите територия, 45 достигат Билбао.
Междувременно лошото време отново спира офанзивата на националистите, нова пратка оръжия (55 противовъздушни оръдия, 30 оръдия и две ескадрили „Chatos“) достигат Билбао и генерал Улибари е изпратен в Бискай, за да организира отбраната на Билбао и за да замени Лано де ла Енкомиенда. Републиканското правителство предприема две офанзиви в Сеговия и Уеска, за да спре националистическата офанзива срещу Билбао, но и двете се провалят.
Мола загива в самолетна катастрофа на 3 юни и е заменен от генерал Давила. На 11 юни националистическите войски достигат Железния пояс и на 12 юни след тежка въздушна и артилерийска бомбардировка (150 оръдия и 70 бомбардировача) националистическите войски го атакуват. Баски дезертьор, майор Гойкоечеа, дава плановете на Железния пояс на националистите.
Националистите атакуват планината Уркулу и разбиват баските линии. На 14 юни баското правителство напуска Билбао, на 18 юни на баските войски е наредено да напуснат града и до 19 юни националистите го превземат. 200 хиляди души са евакуирани на запад към Сантандер, първо с траулери и автомобили, каруци, камиони и по-късно пеша. Те са бомбардирани от самолетите на Легион „Кондор“ по пътя.

## Последица
Баската армия временно стабилизира фронта, който минава на юг от село Онтон на брега. Бискай е с единствената фабрика в Испания, способна да произвежда артилерийски снаряди и половината от испанското производство на експлозиви. На практика цялата производствена и корабостроителна индустрия остава непокътната, тъй като баските националистически власти се противопоставят на нейното унищожаване.
Пристигането на бунтовниците в града е последвано от грабежи, убийства и псевдопроцеси. 8 000 хиляди са хвърлени в затвора заради своите баски националистически наклонности и много от тях са изпратени в принудителни „работни батальони“. През декември започват да се извършват екзекуции. Броят на екзекуциите по време и след падането на Бискай се оценява на 916. Баската автономия е премахната и баският език е забранен.